# Jack Lew
Jacob Joseph „Jack” Lew (ur. 29 sierpnia 1955 w Nowym Jorku) – amerykański urzędnik państwowy i polityk, członek Partii Demokratycznej. Od 27 stycznia 2012 do 25 stycznia 2013 roku szef administracji prezydenckiej prezydenta Baracka Obamy. W dniu 10 stycznia 2013 roku, Lew został nominowany jako następca ustępującego Sekretarz Skarbu Timothy Geithnera, na stanowisko Sekretarza Skarbu w drugiej kadencji prezydenta Baracka Obamy. W dniu 27 lutego 2013 r., Senat zatwierdził Lewa na tym stanowisku. Został zaprzysiężony następnego dnia.

## Życiorys
Jego ojciec był prawnikiem i antykwariuszem, który przyjechał do Stanów Zjednoczonych z Polski jako dziecko. Ukończył studia na Harvard College w 1978 roku i Georgetown University Law Center w 1983 roku. Zaraz po studiach związał się z polityką. W latach 1974–1975 był członkiem personelu kongresmena Joe Moakleya. Następnie znalazł się wśród współpracowników Tipa O’Neilla, spikera Izby Reprezentantów USA. W latach 80. przez pięć lat pracował w wyuczonym zawodzie prawnika, specjalizując się w prawie energetycznym. Później był dyrektorem wykonawczym think tanku Center for Middle East Research, a także dyrektorem ds. programowych w sztabie wyborczym Partii Demokratycznej podczas kampanii wyborczej w 1988 roku. Pracował także dla władz samorządowych Bostonu jako wicedyrektor biura analiz działającego w magistracie.
W 1993 r. po raz pierwszy znalazł się w Urzędzie Wykonawczym Prezydenta USA. Początkowo zajmował kwestiami społecznymi i zdrowotnymi, ale już w 1994 r. przeszedł do Biura Zarządzania i Budżetu (OMB), stanowiącego prezydencką komórkę ds. finansów publicznych. Początkowo był tam dyrektorem ds. legislacyjnych, zaś w 1995 został wicedyrektorem wykonawczym całego Biura. W 1998 został awansowany na dyrektora OMB, co automatycznie dało mu miejsce w Gabinecie prezydenta Clintona. Pozostał na tym stanowisku do końca funkcjonowania administracji Clintona w styczniu 2001. Gdy władzę w Białym Domu przejęli Republikanie, Low przeniósł się do świata nauki, a ściślej na New York University. Pracował tam jako profesor administracji publicznej, a jednocześnie zasiadał we władzach uczelni jako jej wiceprezydent ds. operacyjnych. W 2006 został pracownikiem Citigroup, gdzie był dyrektorem operacyjnym działu inwestycji alternatywnych.
Po zwycięstwie Baracka Obamy w wyborach w 2008 roku Lew został zaproszony do nowego kierownictwa Departamentu Stanu, gdzie został zastępcą Hillary Clinton odpowiedzialnym za bieżące administrowanie tym resortem. W lipcu 2010 ogłoszono, iż prezydent zaproponował mu powrót na stanowisko dyrektora OMB. Objął je w listopadzie 2010 roku, po uzyskaniu akceptacji Senatu USA. W styczniu 2012 roku objął drugie w hierarchii – po samym prezydencie – stanowisko w Białym Domu, czyli funkcję White House Chief of Staff, najczęściej tłumaczoną na polski jako szef administracji prezydenckiej. 10 stycznia 2013 Obama ogłosił, iż chciałby widzieć Lew jako sekretarza skarbu USA podczas swojej drugiej kadencji prezydenckiej. Objął nowy urząd w dniu 27 lutego 2013 a zakończył 20 stycznia 2017.

## Życie prywatne
Jack Lew jest praktykującym, ortodoksyjnym Żydem, przy czym jego gmina, skupiona wokół synagogi Beth Sholom w Potomac w stanie Maryland, na przedmieściach Waszyngtonu, należy do tradycji tzw. nowoczesnej ortodoksji. Jest żonaty z Ruth Schwartz.